# Proechimys roberti
Proechimys roberti es una especie de roedor de la familia Echimyidae.

## Distribución geográfica
Se encuentra en Sudamérica: Brasil. 